# درک پولدر
 درک پولدر (هلندی: Dirk Polder؛ زاده ۲۳ اوت ۱۹۱۹ درگذشته ۱۸ مارس ۲۰۰۱) یک فیزیک‌دان اهل هلند بود.